# 井筒香奈江
井筒 香奈江（いづつ かなえ、3月6日 - ）は、日本の女性歌手。魚座、東京都出身。

## 人物
2歳よりクラシックバレエ（13年間）、4歳よりヴァイオリン（8年間）を学ぶ。
インテリアデザイナーとして社会に出たが音楽との関わりが途切れる事はなく、ある時、自身のライフワークは歌う事であると覚醒し、プロのシンガーへと転身を図る。
ヴォーカリスト佳代よりヴォイストレーニングを受け、各地でコーラス出演を開始。同時にジャズシンガーとしてライブハウスやイベントなどでソロ活動も始める。その後ロック、ポップス、ソウルなど様々なジャンルの音楽を学び、独自の音楽スタイルを築いてゆく。1970年代のアコースティックサウンドを好み、心を揺り動かす楽曲をハートフルに歌うことを身上とする。
現在は自らの感性に響くあらゆるジャンルの楽曲をレパートリーに取り入れ、ライブハウス、ホテル、ピアノバー、イベント、パーティなどで活動中。

## 略歴
- 2002年夏　藤澤由二（Piano）、小川浩史（E・Bass）とCD「Just The Two Of Us」を制作。これを機にトリオユニット「LaidbacK」を結成。同メンバーにてライブ活動開始。
- 2004年7月　LaidbacK 1stアルバム 「Little Wing」 発売。
- 2005年5月　携帯電話（DoCoMo、au、SoftBank）「着うたフル」ハートフル・ミュージックにてLittle Wingが採用される。
- 2005年8月〜2007年10月　インターネットラジオPortside Station「お気に召すまま」 のパーソナリティを務める。
- 2007年〜、複数のオーディオメーカー（marantz、SOULNOTE等）がイベント試聴用CDとして「Little Wing」を採用する。オーディオ専門店においても店頭試聴用CDとして密かなブームになる。
- 2008年7月　LaidbacK 2ndアルバム 「reframe」 発売。「Little Wing」同様、オーディオメーカー各社の試聴用CDに採用される。
- 2008年12月　reframeが多数のオーディオ雑誌にて高い評価を得る。（例）「Stereo 12月号」（音楽之友社）：ディスクコレクション優秀録音盤、「AUDIO BASIC　2009 vol.49号」（共同通信社）：高音質ディスク聴きまくり
- 2011年7月　テレビショッピング番組「ハローコレクション」にて、オーディオメーカーmarantzが「reframe」を自社取扱商品として出品。
- 2011年7月　井筒香奈江ソロアルバム「時のまにまに」 発売。
- 2012年8月　井筒香奈江2ndソロアルバム「時のまにまにⅡ春夏秋冬」 発売。2枚のソロアルバムがオーディオ雑誌、各種情報誌にて高い評価を得る。優秀録音盤として多くの賞を受ける。（詳細は井筒香奈江公式webサイトhttp://kanae-5.comのNewsコーナーに記載）
- 2012年8月　株式会社キングインターナショナルとディストリビュート契約を結ぶ。
- 2013年8月　井筒香奈江3rdソロアルバム「時のまにまにⅢ　〜ひこうき雲〜」 発売。Billboard Japan Top Jazz Albumsで第12位にランクイン。
- 2013年10月　ハイレゾ音楽配信e-onkyo musicで3枚のソロアルバムを販売開始。販売開始2日後には「時のまにまにⅢ　〜ひこうき雲〜」がチャート１位を獲得。その後2週間に渡り首位の座をキープ。
- 2014年7月　株式会社ディスクユニオンとディストリビュート契約を結ぶ。
- 2014年9月　井筒香奈江4thソロアルバム「時のまにまにⅣ　時代」発売。発売翌週のBillboard Japan Top Jazz Albums にて9位、ディスクユニオンJazz TOKYO WEEKLY CHARTにて１位を獲得。ハイレゾ音楽配信サイトe-onkyo musicでも同日販売開始。チャート2位にランクイン。

## ディスコグラフィ
- 2004年　LaidbacK 1st Album 「Little Wing」
- 2008年　LaidbacK 2nd Album 「reframe」
- 2011年　Solo 1st Album 「時のまにまに」
- 2012年　Solo 2nd Album 「時のまにまにⅡ　春夏秋冬」
- 2013年　Solo 3rd Album 「時のまにまにⅢ　〜ひこうき雲〜」
- 2014年　Solo 4th Album 「時のまにまにⅣ　時代」